# Jon Ekstrand
Pour les articles homonymes, voir Ekstrand.
Jon Petter Ekstrand (né le 14 décembre 1976 à Tumba (Stockholm, Suède) est un compositeur suédois de musique de films.
Il a notamment composé les musiques de plusieurs films réalisés par Daniel Espinosa : Easy Money (2010), Enfant 44 (2015) et Life : Origine inconnue (2017).

## Filmographie

### Cinéma
- 2004 : Babylon Disease (Babylonsjukan) de Daniel Espinosa
- 2007 : Outside Love (Uden for kærligheden) de Daniel Espinosa
- 2007 : Leo de Josef Fares
- 2008 : Bedragaren (documentaire) d'Åsa Blanck et Johan Palmgren
- 2010 : Easy Money (Snabba Cash) de Daniel Espinosa
- 2012 : Hamilton : Dans l'intérêt de la nation (Hamilton: I nationens intresse) de Kathrine Windfeld
- 2012 : Easy Money II: Hard to Kill (Snabba cash II) de Babak Najafi
- 2012 : Hamilton 2 : détention secrète (Hamilton: Men inte om det gäller din dotter) de Tobias Falk
- 2013 : Easy Money III: Life Deluxe (Snabba cash - Livet deluxe) de Jens Jonsson
- 2015 : Enfant 44 (Child 44) de Daniel Espinosa
- 2015 : Det vita folket de Lisa Aschan
- 2017 : Den enda vägen de Manuel Concha
- 2017 : Life : Origine inconnue (Life) de Daniel Espinosa
- 2017 : Borg McEnroe de Janus Metz Pedersen (composé avec Vladislav Delay, Carl-Johan Sevedag et Jonas Struck)
- 2018 : Massacre au pensionnat (Slaughterhouse Rulez) de Crispian Mills
- 2019 : Dronningen de May el-Toukhy
- 2022 : Morbius de Daniel Espinosa
- 2024 : Sons (Vogter) de Gustav Möller

### Télévision
- 2010-2013 : Sebastian Bergman (Den fördömde) (4 épisodes)
- 2017 : Farang (8 épisodes)
- 2017 : Alex (6 épisodes)

### Court métrage
- 2003 : The Fighter (Bokseren) de Daniel Espinosa
- 2012 : Men d'Abbe Hassan